# Cratere Holden (Luna)
Holden è un cratere lunare di 47,6 km situato nella parte sud-orientale della faccia visibile della Luna.
Il cratere è dedicato all'astronomo statunitense Edward Singleton Holden.

## Crateri correlati
Alcuni crateri minori situati in prossimità di Holden sono convenzionalmente identificati, sulle mappe lunari, attraverso una lettera associata al nome.
| Holden | Coordinate            | Diametro (in km) |
| ------ | --------------------- | ---------------- |
| R      | 20°49′12″S 60°59′24″E | 18,3             |
| S      | 20°24′36″S 61°33′36″E | 13,83            |
| T      | 19°01′12″S 64°10′12″E | 9,46             |
| V      | 18°34′12″S 62°04′12″E | 11,57            |
| W      | 18°54′36″S 60°01′12″E | 11,53            |